# Antal Szokol
Antal Szokol es un deportista húngaro que compitió en tiro con arco, en la modalidad de arco compuesto.
Ganó dos medallas en el Campeonato Mundial de Tiro con Arco al Aire Libre, oro en 1997 y plata en 1999, y dos medallas en el Campeonato Europeo de Tiro con Arco al Aire Libre, oro en 1998 y plata en 2000.

## Palmarés internacional
| Campeonato Mundial al Aire Libre | Campeonato Mundial al Aire Libre | Campeonato Mundial al Aire Libre | Campeonato Mundial al Aire Libre |
| Año                              | Lugar                            | Medalla                          | Prueba                           |
| -------------------------------- | -------------------------------- | -------------------------------- | -------------------------------- |
| 1997                             | Victoria (Canadá)                | Medalla de oro                   | Equipo                           |
| 1999                             | Riom (Francia)                   | Medalla de plata                 | Equipo                           |
| Campeonato Europeo al Aire Libre |                                  |                                  |                                  |
| Año                              | Lugar                            | Medalla                          | Prueba                           |
| 1998                             | Boé/Agen (Francia)               | Medalla de oro                   | Equipo                           |
| 2000                             | Antalya (Turquía)                | Medalla de plata                 | Equipo                           |